# Carl Johan Lind
Carl Johan "Massa" Lind (Karlskoga, Örebro, 25 de maig de 1883 – Karlstad, 2 de febrer de 1965) va ser un atleta suec, especialista en llançament de martell, que va competir durant la dècada de 1910 i 1920. Va prendre part en quatre edicions dels Jocs Olímpics, el 1912, 1920, 1924 i 1928.
El 1912, als Jocs d'Estocolm, va disputar tres proves del programa d'atletisme. Destaca la cinquena posició obtinguda en la prova del llançament de martell i la vuitena en el llançament de disc a dues mans.
Vuit anys més tard, un cop superada la Primera Guerra Mundial, va disputar els Jocs d'Anvers. En ells va guanyar la medalla de plata en la prova del llançament de martell i la de bronze en el llançament de pes de 25 kg. El 1924, a París, i el 1928, disputà la prova del llançament de martell, sent setè i catorzè respectivament.
Durant la seva carrera esportiva Lind guanyà 17 campionats nacionals suecs: en martell (1918–1924), pes (1918–19, 1921–1927) i disc (1910). També fou quatre vegades campió britànic de martell de l'AAA (1913–14, 1921 i 1927). Lind feia de policia a Karlstad i continuà competint fins als 50 anys.

## Millors marques
- llançament de martell. 52,51 metres (1922)
- llançament de disc. 39,04 metres (1912)
- llançament de pes. 11,62 metres (1925)[1][3]